# Дембиця (Люблінське воєводство)
Дембиця (пол. Dębica) — село в Польщі, у гміні Острувек Любартівського повіту Люблінського воєводства.
Населення — 346 осіб (2011).

## Демографія
Демографічна структура станом на 31 березня 2011 року:
|          | Загалом | Допрацездатний вік | Працездатний вік | Постпрацездатний вік |
| -------- | ------- | ------------------ | ---------------- | -------------------- |
| Чоловіки | 166     | 37                 | 100              | 29                   |
| Жінки    | 180     | 35                 | 86               | 59                   |
| Разом    | 346     | 72                 | 186              | 88                   |